# Eisstoß

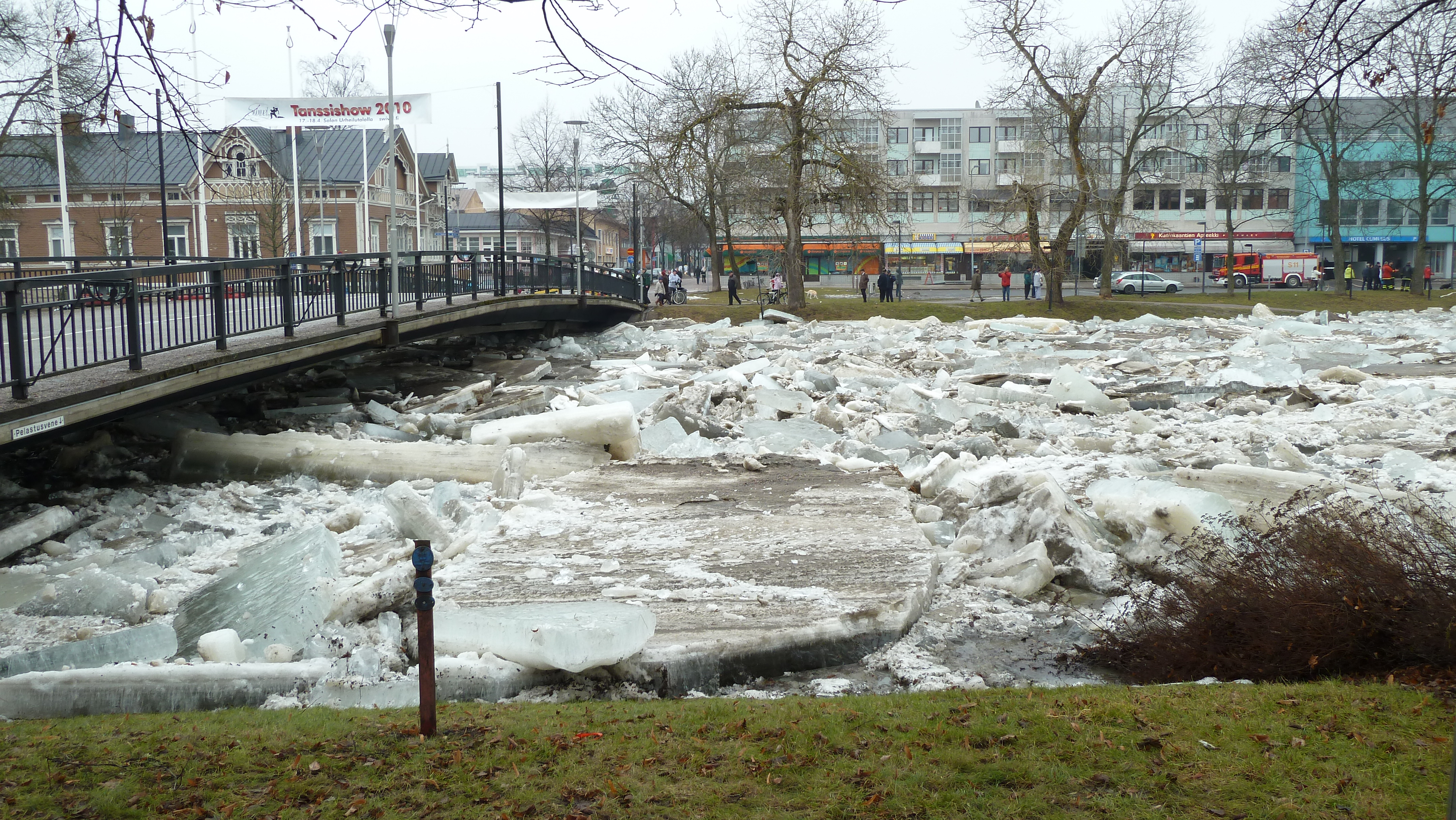
Eisstoß in Finnland

Als Eisstoß (auch Eisversetzung oder Eisstauung) bezeichnet man in Gewässern durch Eisgang übermäßig aufgetürmte Eisplatten und -stücke.

## Entstehung

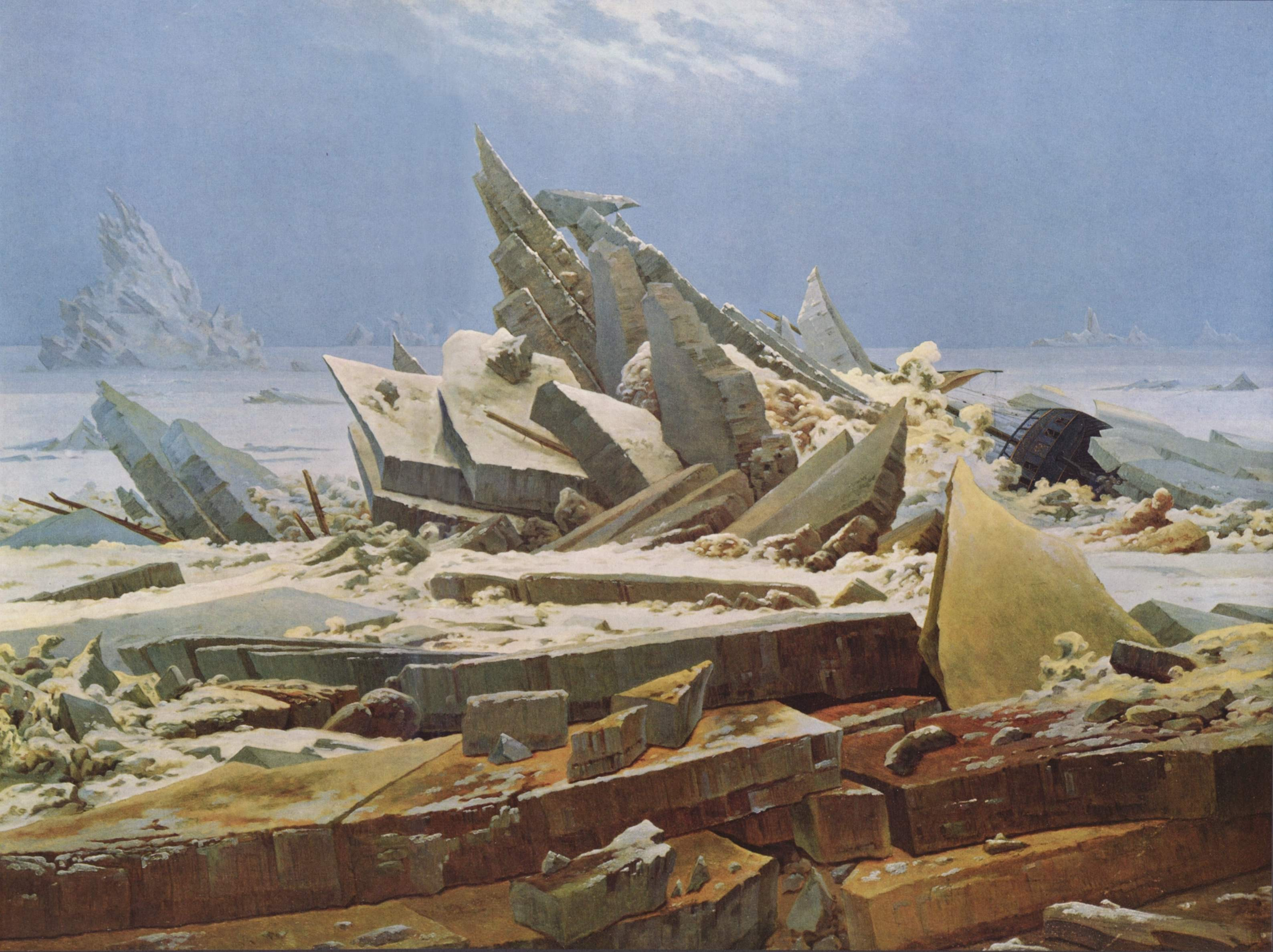
Eisstöße als zentrales Motiv in Caspar David Friedrichs Das Eismeer

Eisstöße entstehen durch bestimmte Wettereinflüsse, meist auf Bächen oder Flüssen. Wenn nach einer längeren Kälteperiode, in der die Gewässer dicker gefroren sind, eine schnelle Erwärmung eintritt, brechen die Platten an der Wasseroberfläche. Wenn keine Hindernisse im Fluss sind, so können diese Eisplatten ohne weiteres weggeschwemmt werden (Treibeis). Stoßen diese jedoch auf eine gefrorene Eisdecke, so stauen sich die Eisplatten zurück und können sich sowohl in die Höhe als auch unter das Wasser Richtung Grund aufstapeln. Sie kommen sowohl bei großen Flüssen, wie der Donau, aber auch bei kleineren, wie an der Großen Krems oder der Thaya im niederösterreichischen Waldviertel vor.
Auf Ozeanen und Seen können die Eisschollen durch anhaltenden starken Wind, Temperaturdifferenzen oder Strömungen an die Küste getrieben werden, wo sie sich zu über 12 Meter hohen Eiswällen auftürmen können.
Eisstöße treten auf der Nordhalbkugel nur etwa nördlich des 35. Breitengrades auf.

## Folgen
Die Eisstöße können so anwachsen, dass das Wasser nicht mehr abfließen kann und sich zurückstaut, was in der Folge zu Hochwasser im oberen Uferbereich führen kann. Wird der Wasserdruck so hoch, dass der Eisstoß von alleine bricht, so kann unterhalb eine Flutwelle entstehen. Da sich die Eisstöße auch bei Brückenpfeilern bilden können, kann der Wasserdruck so ansteigen, dass Brücken beschädigt oder zerstört werden. 
Eisstöße können oft nur durch eine Sprengung aufgelöst werden, da man mit üblichen Baumaschinen nicht in das Gewässer vordringen kann. Da der Eisstoß ständig in Bewegung ist, stellt ein Bearbeiten eine große Gefährdung dar.
Auf stehenden Gewässern kann das meterhoch aufgetürmte Eis weiter ins Landinnere gedrückt werden und dann schwere Schäden an küstennahen Gebäuden und Bäumen verursachen. Zeugen berichten, dass solche Eisstöße Geräusche ähnlich einem Zug oder Donner verursachten.
In der Vergangenheit stellten Eisstöße auf den Flüssen eine Gefahr für Schiffmühlen dar und zerstörten solche wiederholt, was zur Folge hatte, dass Mühlkanäle angelegt und die Schiffmühlen durch ortsfeste Landmühlen ersetzt wurden.

## Historische Eisstöße
Donau

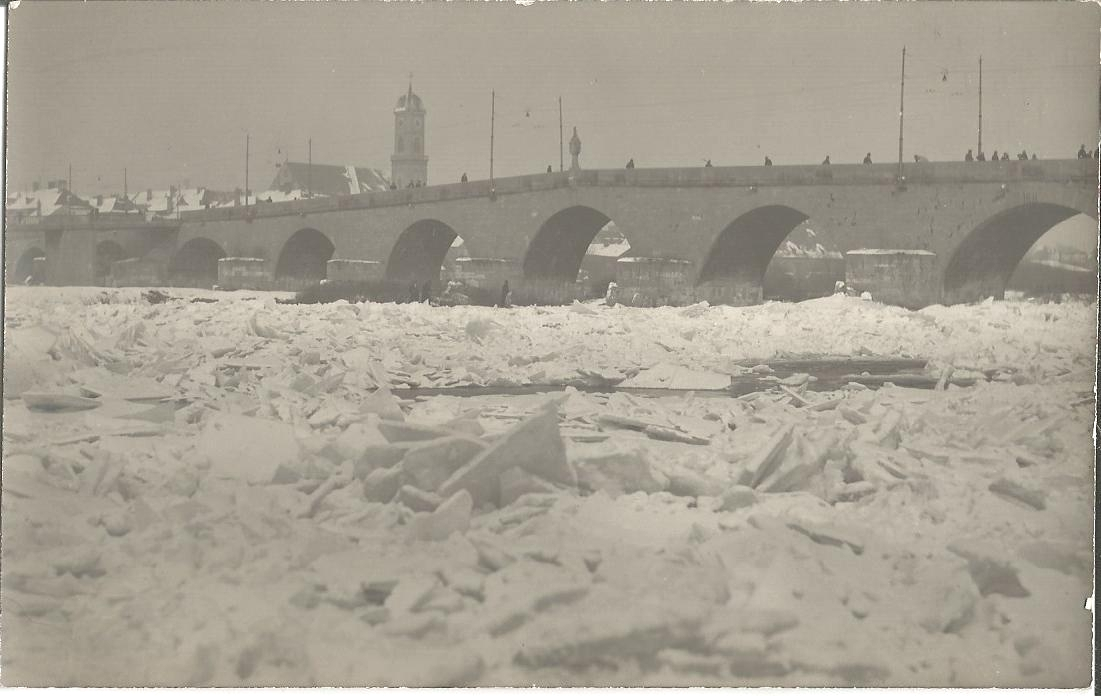
Eisstoß an der Steinernen Brücke in Regensburg (um 1910)

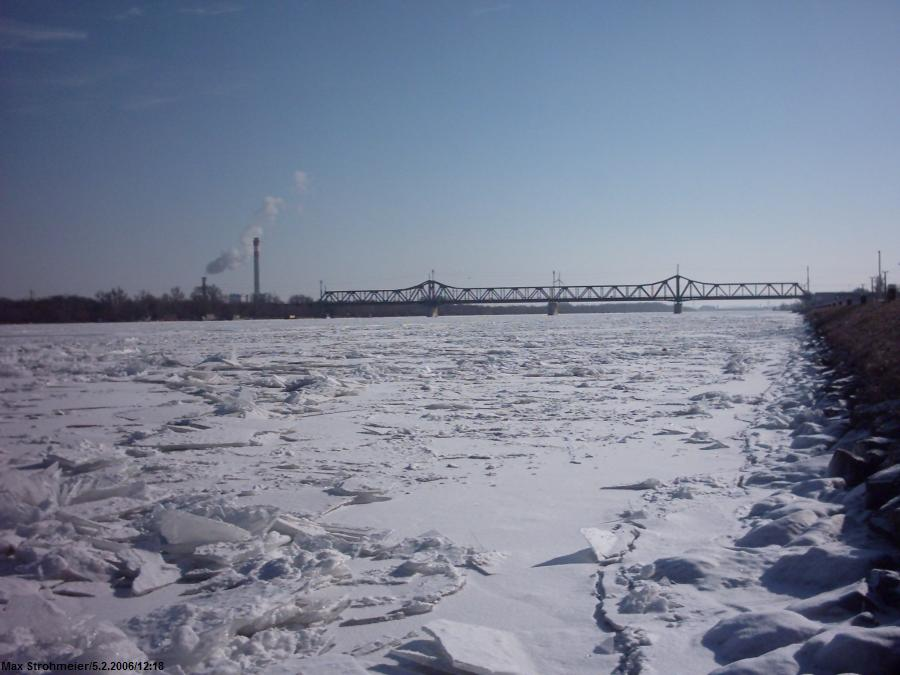
Eisstoß auf der Donau in Wien (Februar 2006)

- 19. Februar 2012: Schäden auf der Donau durch treibende und übereinander geschichtete Eisschollen im Raum Belgrad - besonders im Stadtbezirk Zemun an der Einmündung der Save. 100 Boote und Pontons, auch schwimmende Restaurants und Frachtschiffe wurden weggeschoben, eingedrückt, abgetrieben, umgekippt. In Wochen großer Kälte waren zuvor Donau, Save und Theiß zugefroren und wurden trotz des Einsatzes von Eisbrechern ab 8. Februar 2012 für jede Schifffahrt gesperrt. Rascher Temperaturanstieg von −20 °C auf +10 °C löste das Eistreiben aus.[5][6]
- 1963: der letzte Eisstoß, der die obere Donau bis Ingolstadt erreichte.
- Am 11. März 1929 war die Donau von Neuburg bis Passau zugefroren. Die am 11. März in Bewegung gekommenen Eismassen zerstörten die Brücken von Großmehring und Pförring[7] sowie die Gierseilfähre zwischen Korneuburg und Klosterneuburg. 1929 war die Donau auch zwischen der Wachau und Bratislava zugefroren.
- 1893 und 1876 gab es Eisstöße bei Wien.
- Bei zwei Eisstößen 1830 waren viele Häuser in ehemaligen Vororten von Wien betroffen. Dabei kamen insgesamt 74 Menschen ums Leben.[8]
- 29. Februar 1784: „Das größte Hochwasser des Jahrhunderts, verursacht durch plötzliche Schneeschmelze und Eisstau! Das Vieh in der ganzen Au ertrank … Schwere Schäden in den Orten an der Paar!“[9]
- 12. Jänner 1573: „Den 12. Januar anno 1573 ist die gros Eisgüß thumben und in der Höch gewesen wie der Strich hie unten verzeichnet ist und hat gewert 12 Tag lang und großen Schaden gethan“[10]
- 1. März 1565: Der Eisstoß setzte sich beim Ingolstädter Schloss fest und staute die Donau so auf, dass die innere Stadt von Mensch und Tier verlassen werden musste. Ein toter Hirsch wurde im 1. Stock eines Hauses angeschwemmt.[11]

Thaya
- 21. Februar 2017: Auf eine mehrwöchige Frostperiode im zweistelligen Minusbereich folgte rasches Tauwetter. Dieses führte in Vestenpoppen zu einem Eisstoß. Die zurückgestauten Wassermassen bedrohten einige Häuser in der Ortschaft. Der Eisstoß löste sich von selbst auf, zu Schäden kam es nicht.[12][13]
- 25. Februar 2012: In Unterpertholz führte ein Eisstoß auf der Thaya zu Schäden. Mehrere Anwesen wurden durch das zurückgestaute Wasser überflutet. Der Sprengdienst der Feuerwehr rückte an, um den Eisstoß zu sprengen, der dadurch aufgelöst wurde.[14]